# Steen E. Jensen
Steen Erhardt Jensen født 1945 er en tidligere dansk atlet og nu idrætsleder medlem af Glostrup IC.
Steen E. Jensen var i begyndelsen af 1970'erne en af Danmarks bedste forhindringsløber. Han var på ungdomslandsholdet i 1965 på 1500 meter forhindring, og i 1973 på seniorlandsholdet på 3000 meter forhindring. Efter den aktive karrier har han haft forskellige opgaver inden for dansk atletik bl.a. i terminsudvalget, IT-udvalget og i veteranudvalget. Blev kåret til Årets leder i Dansk Atletik Forbund 1991. Han har været medlem af GIC’s bestyrelse siden 1967, og formand 1969-1970. Han er stadig en meget aktiv kraft trods af sin Parkinsons sygdom.
Steen E. Jensen er selvstændig låsesmed med biler som speciale.

## Danske mesterskaber
- Sølv 1974 3000 meter forhindring 9,07,8
- Sølv 1973 3000 meter forhindring 8,56,6
- Bronze 1967 terrænløb for hold
- Bronze 1966 terrænløb for hold